# Santana-Cartaxo
Santana - Cartaxo (port: Apeadeiro de Santana - Cartaxo) – przystanek kolejowy w Cartaxo, w dystrykcie Santarém, w Portugalii. Znajduje się na Linha do Norte. Jest obsługiwana wyłącznie przez pociągi regionalne. 

## Historia
Odcinek między Virtudes i Ponte de Santana został otwarty w dniu 28 kwietnia 1858. 

## Linie kolejowe
- Linha do Norte